# Misag Medzarents

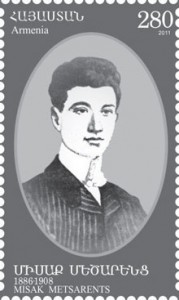
Briefmarke mit Misag Medzarents

Misag Medzarents (armenisch Միսաք Մեծարենց, russisch Мисак Мецаренц; * Januar 1886 in Pingian bei Harput, Osmanisches Reich; † 5. Juli 1908 in Istanbul) war ein Dichter des Westarmenischen. 
Misag Meedzarents wurde im Januar 1886 als Misag Medzadourian im Dorf Pingian des Wilâjets Mamuretül-Aziz, nahe Kemaliye, geboren. 1894 zog er mit seiner Familie nach Sivas, wo er die Aramian-Schule absolvierte. Bis 1902 besuchte er die Internatshochschule Anatolia in Merzifon. Von 1902 bis 1905 besuchte er die Zentralschule in der osmanischen Hauptstadt Istanbul. Allerdings zwang ihn eine Tuberkuloseerkrankung dazu, seinen Bildungsweg zu verlassen. Er starb am 4. Juli 1908 im Alter von 22 Jahren.
Trotz seines kurzen Lebens bereicherte er die armenische Dichtung mit lyrischen Werken. Zu Lebzeiten konnte er zwei Ausgaben seiner Dichtung veröffentlichen: „Dziadzan“ (Regenbogen) (1907) und „Nor dagher“ (1907.)